# Église Saint-Clément de Choue
L'église Saint-Clément est une église catholique située à Choue, en France.

## Localisation
L'église est située dans le département français de Loir-et-Cher, sur la commune de Choue.

## Historique
L'édifice est inscrit au titre des monuments historiques en 1988.

## Galerie

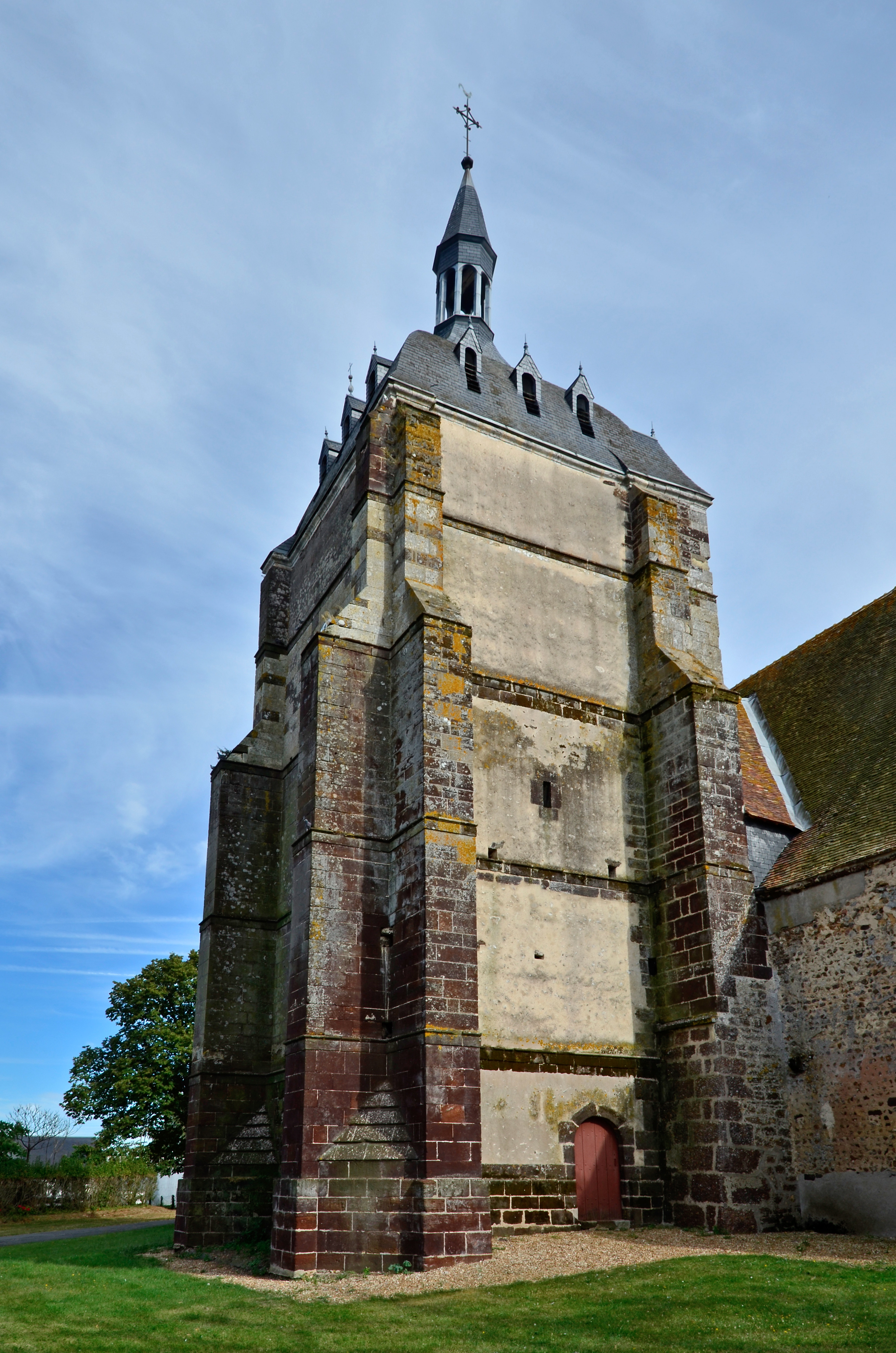
Le clocher
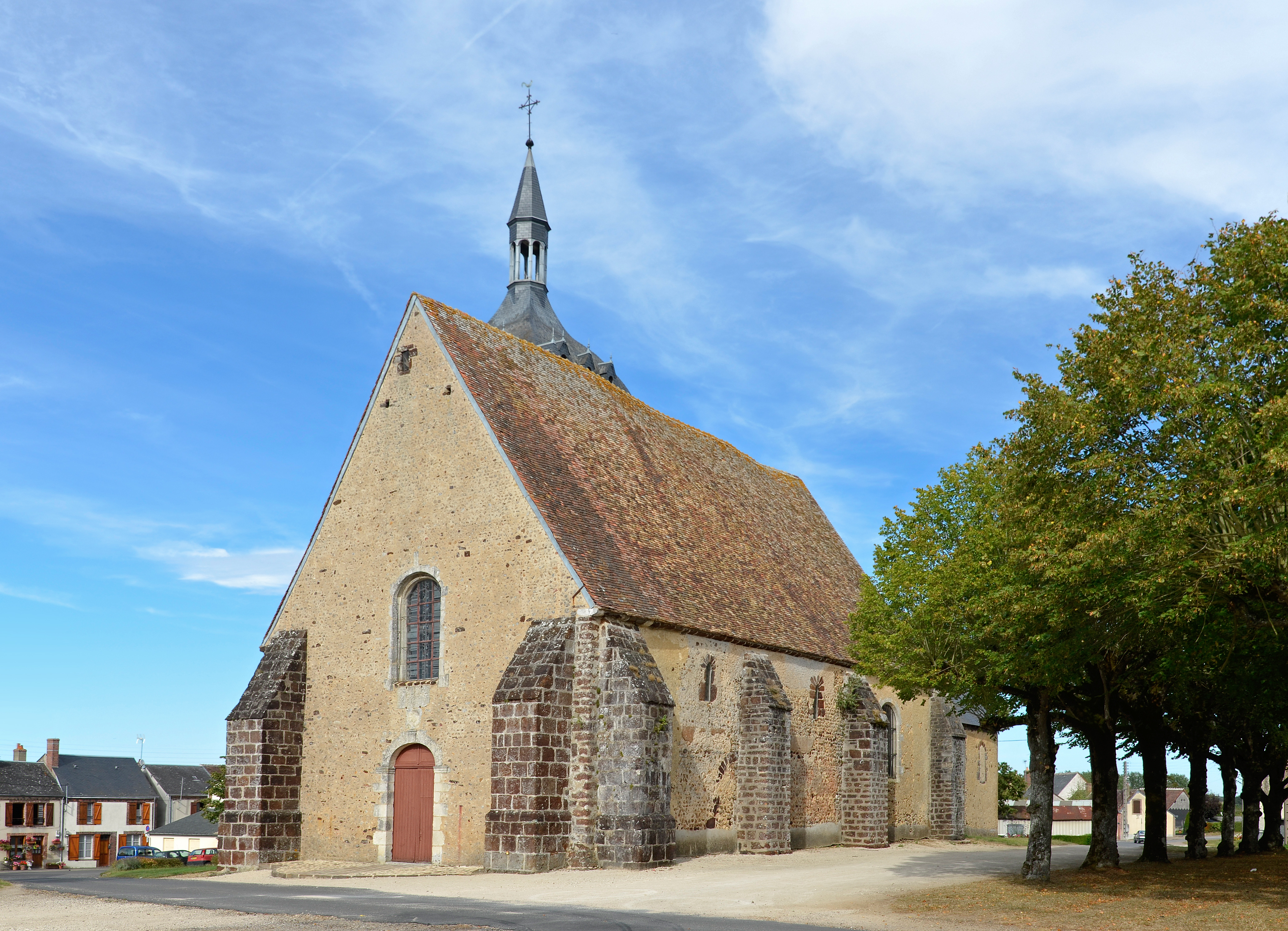
Entrée principale
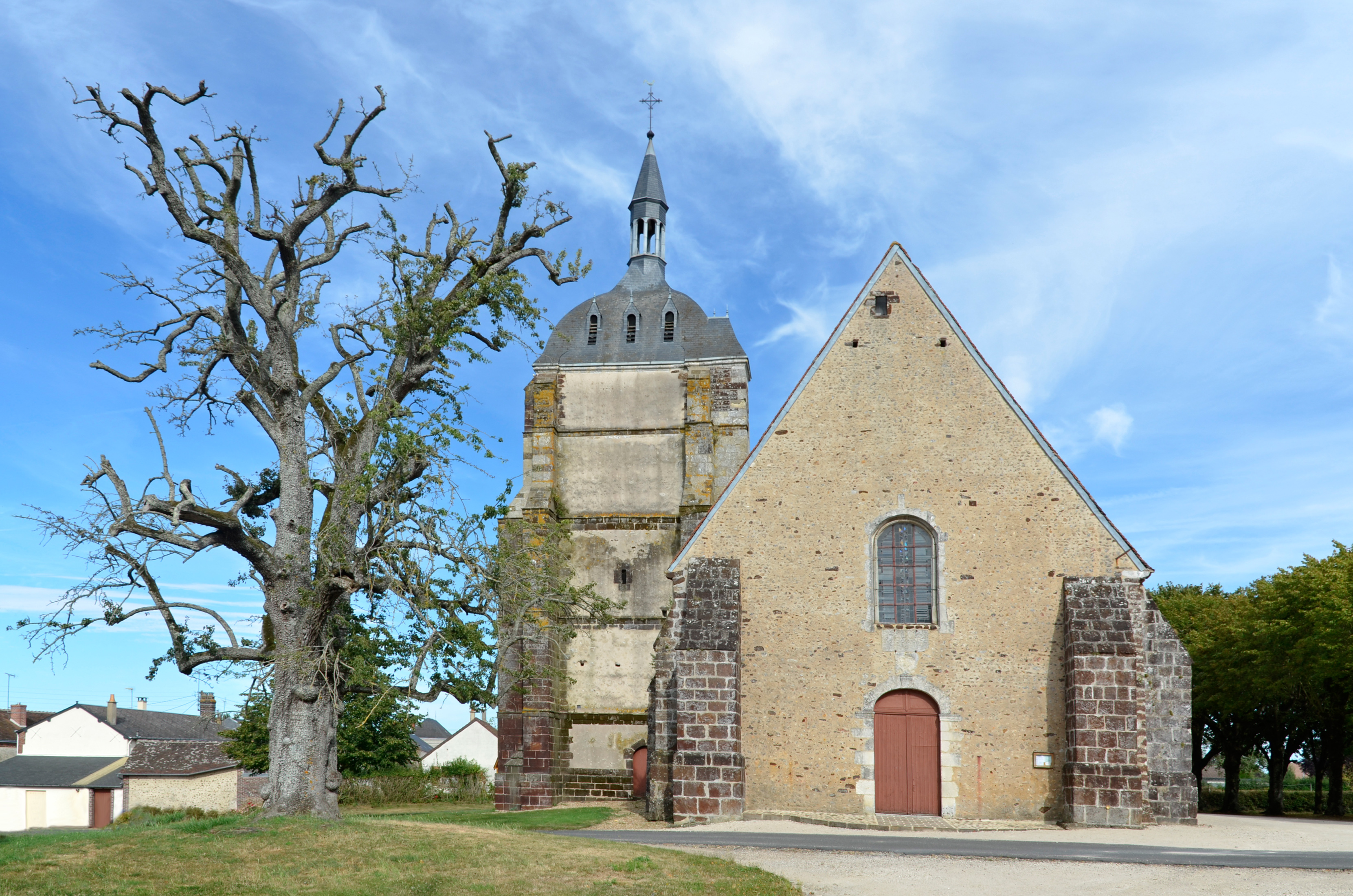
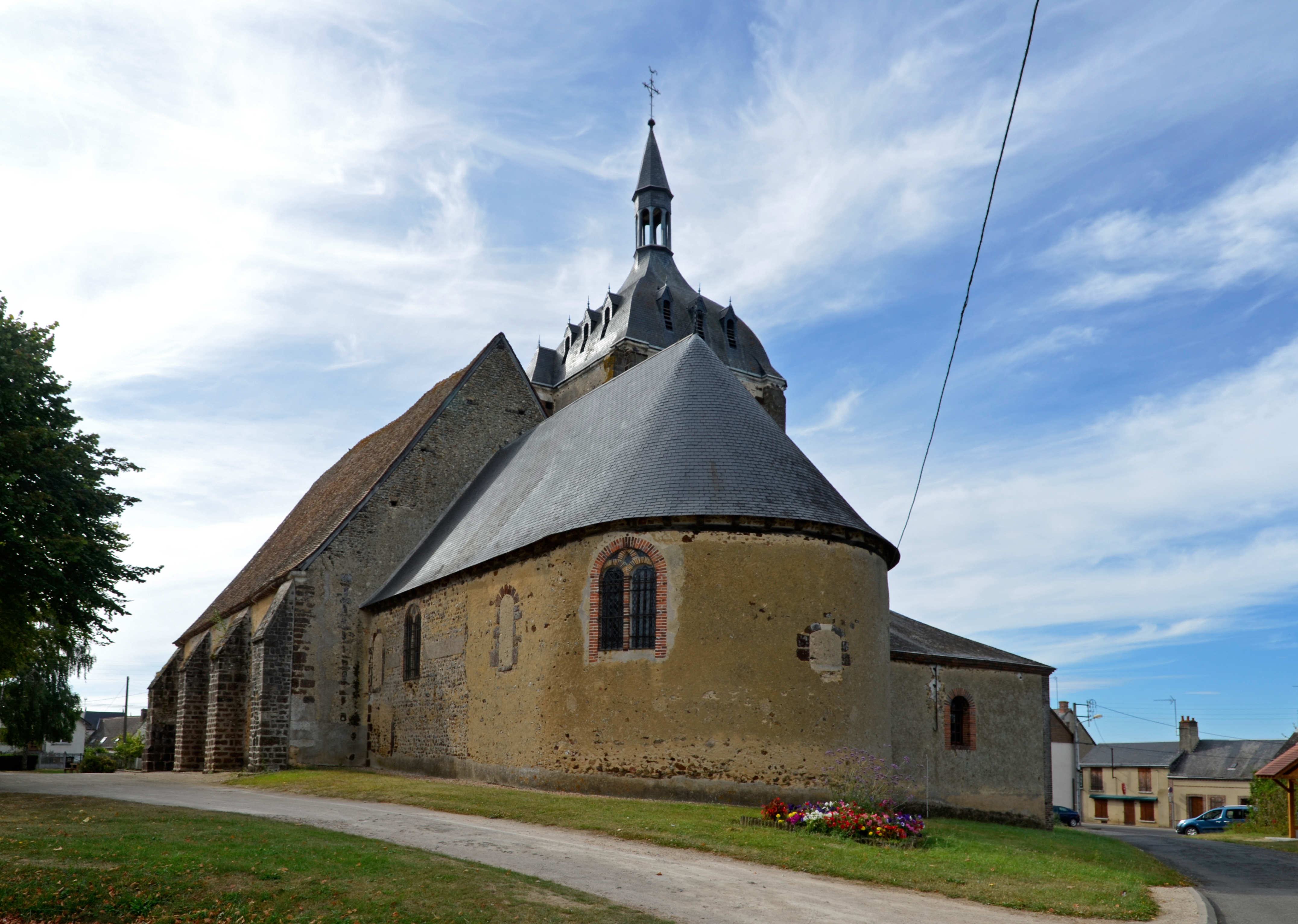
Le chevet